# Michaela Savic
Michaela Savić (Helsingborg, 14 marzo 1991) è una modella svedese, incoronata Miss Universo Svezia 2010.
Ha quindi rappresentato la Svezia a Miss Universo 2010, che si è tenuto a Las Vegas il 23 agosto.
Modella dall'età di quattordici anni, prima di gareggiare a Miss Universo Svezia, la Savic aveva già partecipato a numerose sfilate di moda e rappresentazioni. In precedenza si era classificata al secondo posto a Miss Universo Svezia 2009, dietro Renate Cerljen.
Michaela Savic è la seconda Miss Universo Svezia a rappresentare la Svezia a Miss Universo, da quando il concorso di Miss Svezia ha perso i diritti internazionali del concorso nel 2009.